# Meurtre sur Internet
Le meurtre sur Internet, ou cybermeurtre, est un meurtre dans lequel la victime et son assassin ont été impliqués par des communications sur Internet avant de se rencontrer physiquement,,. Il désigne aussi le fait pour l'assassin de publier sur Internet des preuves de son crime.  
Le premier meurtre connu d'une victime rencontrée en ligne date de 1996.

## Tueurs en série
Les tueurs en série ciblent généralement deux à trois victimes à la suite, avec une petite période d'accalmie, et sont habituellement motivés par une satisfaction psychologique,. D'après Paul Bocj, auteur de Cyberstalking: Harassment in the Internet Age and How to Protect Your Family, « l'idée qu'un tueur en série puisse utiliser Internet est, naturellement, un facteur d'anxiété publique ». 
Selon la partie « Internet » du A to Z Encyclopedia of Serial Killers de Harold Schecter, « si Internet devient un outil important chez les individus intéressés par les tueurs en série, cela peut prouver qu'Internet est également une source pour les tueurs eux-mêmes ». Maurice Godwin, un consultant légiste, explique que les tueurs en série peuvent masquer leur véritable identité et répéter leurs actes comme ils le désirent. Le premier tueur en série connu pour avoir recherché ses victimes sur Internet se nomme John Edward Robinson qui a été par la suite appréhendé en 2000.

## Moyens
Les cyber-prédateurs, pédophiles ou criminels en tout genre, ont la possibilité de chercher leurs victimes sur Internet, notamment à l'aide des forums, salons de discussions, LISTSERVs, des réseaux sociaux, forums de jeux vidéo en ligne, par courriel, sur les groupes Yahoo, ou Usenet,,, afin de rencontrer physiquement leurs victimes,,. 

## Exemples
En 1996 au Maryland, une entrepreneuse américaine nommée Sharon Lopatka a organisé sa propre torture et sa strangulation sur Internet,. L'individu qui l'a tuée a été reconnu coupable d'homicide volontaire. 
En juin 2003, un jeune adolescent britannique, originaire d'Altrincham (Angleterre), identifié par la presse sous le nom de « John », utilisait les salons de discussions pour prendre contact avec un autre adolescent, « Mark », pour inciter ce dernier à l'assassiner.
En 2005 au Japon, le meurtrier Hiroshi Maeue réussissait à trouver ses victimes par le biais de salons de discussions et/ou site sur le suicide.